# Lewisit
Lewisit, auch Lewisit I genannt, ist eine chlorhaltige organische Arsenverbindung, deren Wirkung beim Einsatz als chemische Waffe den Losten ähnelt. Die Substanz bewirkt ein starkes Brennen der Haut mit Blasenbildung. Lewisit wurde nach dem amerikanischen Chemiker Winford Lee Lewis (1878–1943) benannt, der es wiederentdeckte, nachdem er auf die Dissertation von Julius Arthur Nieuwland (1878–1936) aufmerksam gemacht worden war. Unter Soldaten trug es den Beinamen Tau des Todes.
Es existieren mit dem trans-Lewisit und dem cis-Lewisit (auch Isolewisit genannt) zwei Konfigurationsisomere.

## Darstellung
Winford Lee Lewis stellte die Substanz 1918 durch Reaktion von Arsentrichlorid (AsCl3) mit Ethin (Acetylen) in Anwesenheit von Chlorwasserstoff in einer Quecksilber(II)-chlorid-Lösung (HgCl2) her:
{\displaystyle \mathrm {AsCl_{3}+HC{\equiv }CH\ {\xrightarrow[{HCl}]{HgCl_{2}}}\ Cl_{2}As{-}CH{=}CHCl} }
Als Nebenprodukte entstehen noch β-Lewisit (2,2′-Dichlordivinylarsinchlorid) und γ-Lewisit (1,1′,1′′-Trichlortrivinylarsin).

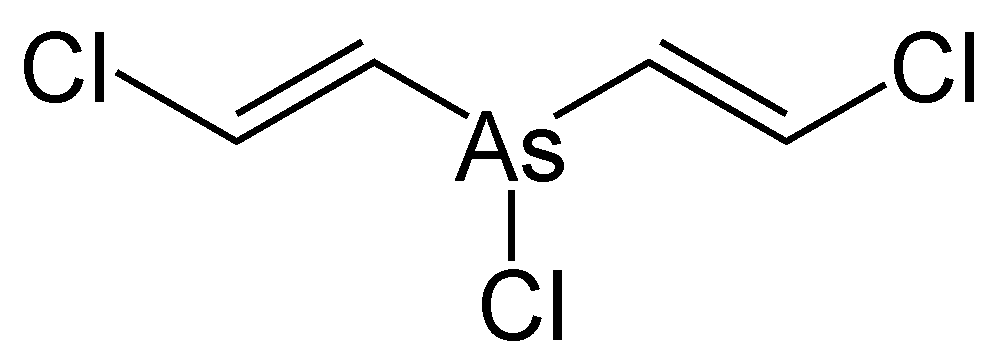
Lewisit II / β-Lewisit (2,2′-Dichlordivinylarsinchlorid)
Lewisit III / γ-Lewisit (1,1′,1′′-Trichlortrivinylarsin)[9]

## Geschichte
Die Substanz wurde noch im Ersten Weltkrieg in den USA entwickelt, produziert und auch nach Europa verschifft, kam aber nicht mehr zum Einsatz. Später wurde die Substanz gezielt von der US-amerikanischen Armee als chemischer Kampfstoff weiterentwickelt und hergestellt. Zwischen den beiden Weltkriegen wurde es auch in der Sowjetunion und Japan produziert. Teilweise wurde es als Giftgasgemisch zusammen mit Senfgas als Mustard-Lewisite eingesetzt für eine schnellere Wirkung und um den Gefrierpunkt des Senfgases herabzusetzen. Lewisit ist volatiler als Senfgas und reagiert empfindlicher auf Feuchtigkeit, wirkt aber schneller und unmittelbarer als Senfgas. Es wurden insgesamt etwa 20.000 t Lewisit hergestellt. Seit Ende der 1950er Jahre wurde der Einsatz eingestellt. Japan produzierte im Zweiten Weltkrieg ebenfalls Lewisit und hatte Bestände im besetzten China vergraben, die 2006 wiederentdeckt wurden. Es gibt keinen Hinweis auf einen Kampfeinsatz.

## Eigenschaften
Das cis-, das trans-Isomer bzw. das Isomerengemisch sind ölige, farb- und geruchlose Flüssigkeiten, die sich beim Kontakt mit Wasser zersetzen. Die Dämpfe sind sehr viel schwerer als Luft. Hinsichtlich der physikalischen Eigenschaften unterscheiden sich die Isomere stark. Das cis-Isomer besitzt einen wesentlich niedrigeren Schmelz- und Siedepunkt. Es ist wegen des höheren Dampfdrucks leichter flüchtig als das trans-Isomer. Die Dampfdruckkurve für das cis-Isomer ergibt sich nach lgp = 8,4131 − 2450,2/T, die des trans-Isomers nach lgp = 48660 − 13297·lgT − 4815,3/T (p in Torr, T in K).

## Giftwirkung und Gegenmittel
Die Aufnahme des Giftes kann über Haut, Atemwege und Magen-Darm-Trakt erfolgen. Lewisit reagiert mit den Thiolgruppen von Proteinen und stört somit, soweit Enzyme betroffen sind, massiv den Stoffwechsel. Ähnlich wie die Loste reagiert es auch mit DNA-Molekülen, indem diese alkyliert werden. Auf der Haut erzeugt Lewisit sofort ein starkes Brennen, nach 30 Minuten Erytheme; nach 12 Stunden werden daraus scharf begrenzte, oberflächliche Blasen, bis zu tiefen schmerzhaften Nekrosen.
Als Gegenmittel kann Dithioglycerin (andere Bezeichnungen sind BAL, British Anti Lewisite, Dimercaprol bzw. 2,3-Dimercaptopropanol) verwendet werden. Dithioglycerin bindet Lewisit oder setzt an Proteine gebundenes Lewisit wieder frei.

## Internationale Kontrollen
Lewisite werden als Chemikalien der Liste 1 der internationalen Chemiewaffenkonvention (auch Chemiewaffenübereinkommen, CWÜ) von der hierfür zuständigen Behörde OPCW mit Sitz in Den Haag kontrolliert. Die Entwicklung oder der Besitz zu Zwecken, die nicht ausschließlich der Forschung zur Verteidigung gegen diese Substanzen dienen, ist verboten. In Deutschland muss jeder Umgang mit Chemikalien der Liste 1 – ausgenommen im Geschäftsbereich des Bundesministeriums der Verteidigung – vom Bundesamt für Wirtschaft und Ausfuhrkontrolle (BAFA) genehmigt werden und in Abhängigkeit von der ausgeübten Tätigkeit der OPCW gemeldet werden.